# Hospital central de Kamuzu
El Hospital central de Kamuzu (en inglés: Kamuzu Central Hospital) es un hospital de referencia terciario en la localidad de Lilongüe, en el país africano de Malaui. Se estima que tiene entre 600 y 1.000 camas, aunque la verdadera cantidad de pacientes siempre supera la cantidad de camas. Sirve a aproximadamente 5 millones de personas. Tiene una asociación con la Universidad de Carolina del Norte en los Estados Unidos. En 2012, el presidente Bingu wa Mutharika fue ingresado en el Hospital Central Kamuzu y fue diagnosticado con paro cardíaco.